# Muisjesmos-associatie
De muisjesmos-associatie (Orthotricho-Grimmietum) is een associatie uit het achterlichtmos-verbond (Schistidion). 

## Naamgeving en codering
| Orthotricho anomali-Grimmietum pulvinatae Stodiek 1937 |

- Syntaxoncode voor Nederland (rVvN): r49Aa01
- BWK-karteringscode: km

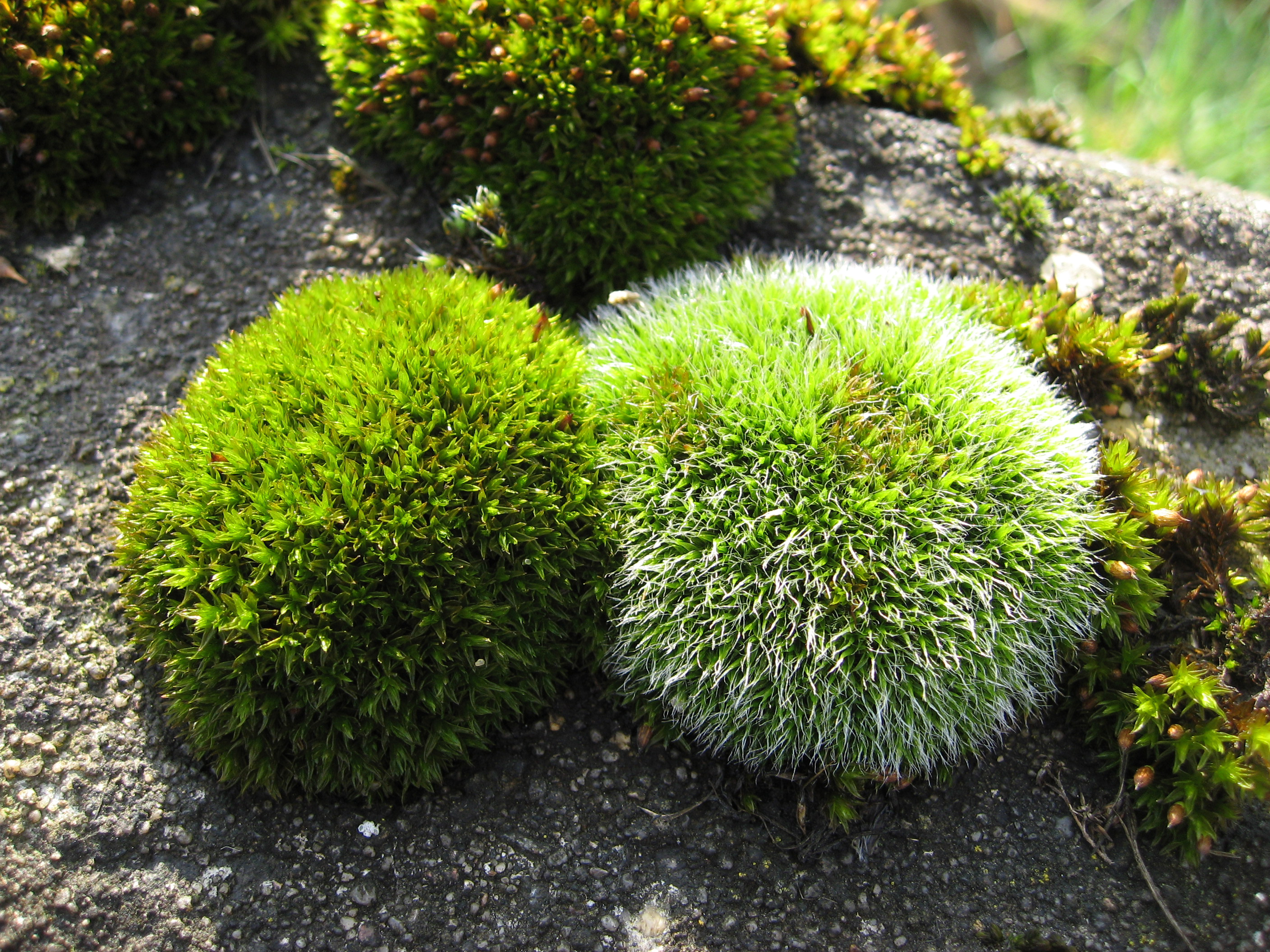
Een close-up van de associatie met beide naamgevende, polvormende mossoorten (links gesteelde haarmuts en rechts gewoon muisjesmos).

De wetenschappelijke naam Orthotricho-Grimmietum is afgeleid van de botanische namen van twee diagnostische mossoorten van de associatie; dit zijn respectievelijk gesteelde haarmuts (Orthotrichum anomalum) en gewoon muisjesmos (Grimmia pulvinata).
De Nederlandse triviale naam 'muisjesmos-associatie' kan verwarring opleveren, omdat men hieruit niet kan afleiden dat het om gewoon muisjesmos gaat en niet om andere soorten muisjesmos. Er bestaan bovendien andere associaties waarin andere muisjesmossoorten aspectbepalend optreden en als kensoort gelden.

## Fysiognomie
De vegetatiestructuur van de muisjesmos-associatie wordt doorgaans bepaald door een dominante bovenlaag waarin (veelal polvormende) topkapselmossen de boventoon voeren. Op meer beschaduwde standplaatsen kunnen in deze bovenlaag echter ook slaapmossen een belangrijk aandeel vormen. De onderlaag wordt gevormd door donkere stippelkorsten en oranje Flavoplaca-, Candelariella- en/of Xanthoria-soorten.

## Ecologie

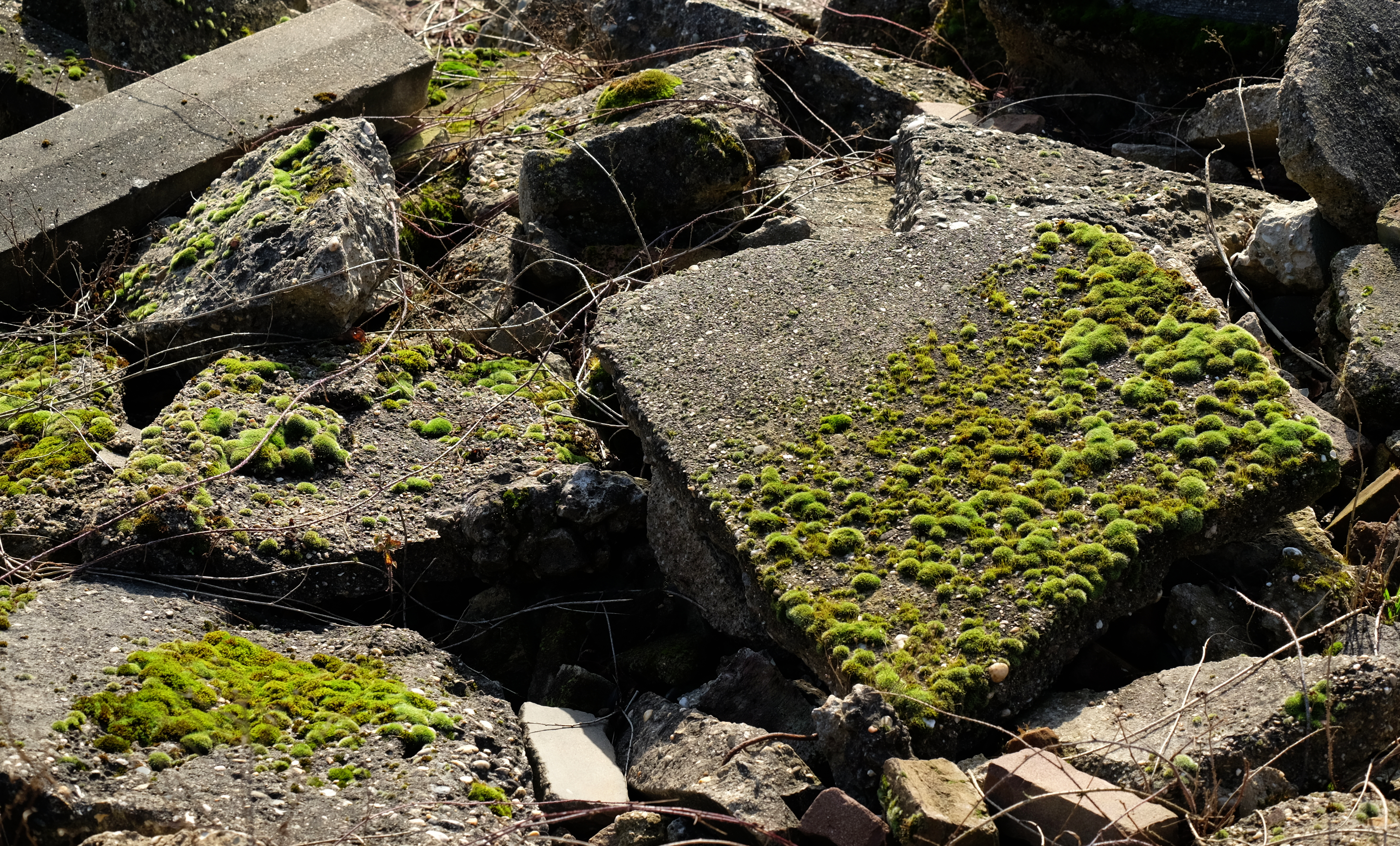
De muisjesmos-associatie op een oude beton- en asfaltpuinhoop.

De muisjesmos-associatie ontwikkelt zich doorgaans op basisch, stenig substraat waarop geen strooiselophoping kan plaatsvinden. Hierbij kan het gaan om zowel horizontale, hellende en verticale oppervlakten van stenige structuren waarop geen vaatplanten groeien. Geschikte standplaatsen zijn onder andere grafstenen, stenen muren, varkensruggen, randen van tuinborders, bunkers, waterputten, daken, kleine stenen palen, stenen kunstwerken, met rust gelaten trottoirbanden en met rustgelaten puinhopen met grote stukken stenig materiaal. Soms wordt de associatie ook aangetroffen op bewerkt hout, bijvoorbeeld op brede houten borderranden.
In volledig natuurlijke landschappen kan de muisjesmos-associatie zich alleen ontwikkelen op kalkrotsen. In landschappen waar deze natuurlijke standplaats ontbreekt treedt de muisjesmos-associatie louter op als een cultuurvolgende vegetatie die is aangewezen op de stenige standplaatsen die via antropogene invloeden in het landschap zijn aangebracht.

### Fauna
De vegetatie van de muisjesmos-associatie biedt in het bijzonder in het stedelijke milieu een belangrijk habitat voor kleine dieren zoals springstaarten, spinachtigen en insecten. Veel soorten van de micro- en mesofauna die in de muisjesmos-associatie leeft, leeft in zekere zin mee met het telkens 'opnieuw tot leven komen' van de associatie als het na droogte weer vochtig of nat wordt en de mosplanten plots weer groen worden. De micro- en mesofauna kunnen lange tijd in een schijndood verkeren als de mosvegetatie droog en gekroesd is.

## Syndynamiek
De muisjesmos-associatie kan optreden als de allereerste pioniergemeenschap in de successiereeks op solide, eutrofe, basenrijke steen. Ook kan de associatie zich via successie ontwikkelen uit andere pioniergemeenschappen uit de klasse van stippelkorsten en achterlichtmossen. Op plaatsen waar bijvoorbeeld de dambordjes-associatie niet meer mechanisch belast wordt kan hier relatief snel de muisjesmos-associatie tot ontwikkeling komen.

## Vegetatiezonering
In de vegetatiezonering komt de muisjesmos-associatie vaak voor als contactgemeenschap van verscheidene andere steenbewonende vegetatietypen. Het gaat vaak om andere gemeenschappen uit de klasse van stippelkorsten en achterlichtmossen. Daarnaast kan het ook de associatie van dunne blauwkorst zijn (uit de klasse van bisschopsmutsen en landkaartmossen), gemeenschappen uit de muurvaren-klasse of gemeenschappen uit het verbond van vetkruiden en kandelaartje (klasse van pioniergraslanden op gruis- en steenbodems).

### Vegetatiemozaïek
De muisjesmos-associatie vormt relatief vaak vegetatiemozaïeken met de sinaasappelkorst-associatie (Calogayetum pusillae) op allerlei kalkhoudende stenige oppervlakken.
Tevens vormt de muisjesmos-associatie  vaak een ecologisch opmerkelijk mozaïek van muurvegetatie met de associatie van dunne blauwkorst (Porpidietum soredizodis). Dit algemeen voorkomende mozaïek verschijnt op oude muren, waarin de oppervlakten van zuurdere, uitgeloogde bakstenen zijn begroeid met de associatie van dunne blauwkorst, terwijl de veel minder uitgeloogde voegen met kalkhoudende mortel zijn begroeid met de muisjesmos-associatie.

## Verspreiding
De muisjesmos-associatie komt in Nederland en Vlaanderen zeer algemeen voor.

## Natuurwaarde
In stedelijke milieus kan vegetatie van de muisjesmos-associatie helpen bij klimaatadaptatie (het heeft een verkoelende werking), het verbetert de luchtkwaliteit (de mossen produceren zuurstof en vangen stof op) en het heeft een positief effect op de stedelijke biodiversiteit.

## Diagnostische taxa
In de onderstaande synoptische tabel staan de belangrijkste diagnostische taxa voor de muisjesmos-associatie.
Moslaag
| Diagnostiek       | Triviale naam        | Botanische naam         | Opmerking |
| ----------------- | -------------------- | ----------------------- | --------- |
| associatiekentaxa | gewoon muisjesmos    | Grimmia pulvinata       |           |
| associatiekentaxa | muurachterlichtmos   | Schistidium crassipilum |           |
| associatiekentaxa | gesteelde haarmuts   | Orthotrichum anomalum   |           |
| associatiekentaxa | bekerhaarmuts        | Orthotrichum cupulatum  |           |
| associatiekentaxa | broeddubbeltandmuts  | Didymodon rigidulus     |           |
| klassekentaxa     | gewoon muursterretje | Tortula muralis         |           |
| klassekentaxa     | gewone stippelkorst  | Verrucaria nigrescens   |           |

Kruidlaag
| Diagnostiek       | Triviale naam | Botanische naam | Opmerking |
| ----------------- | ------------- | --------------- | --------- |
| begeleidende taxa | -             | Draba praecox   |           |
| begeleidende taxa | vroegeling    | Draba verna     |           |

## Fotogalerij

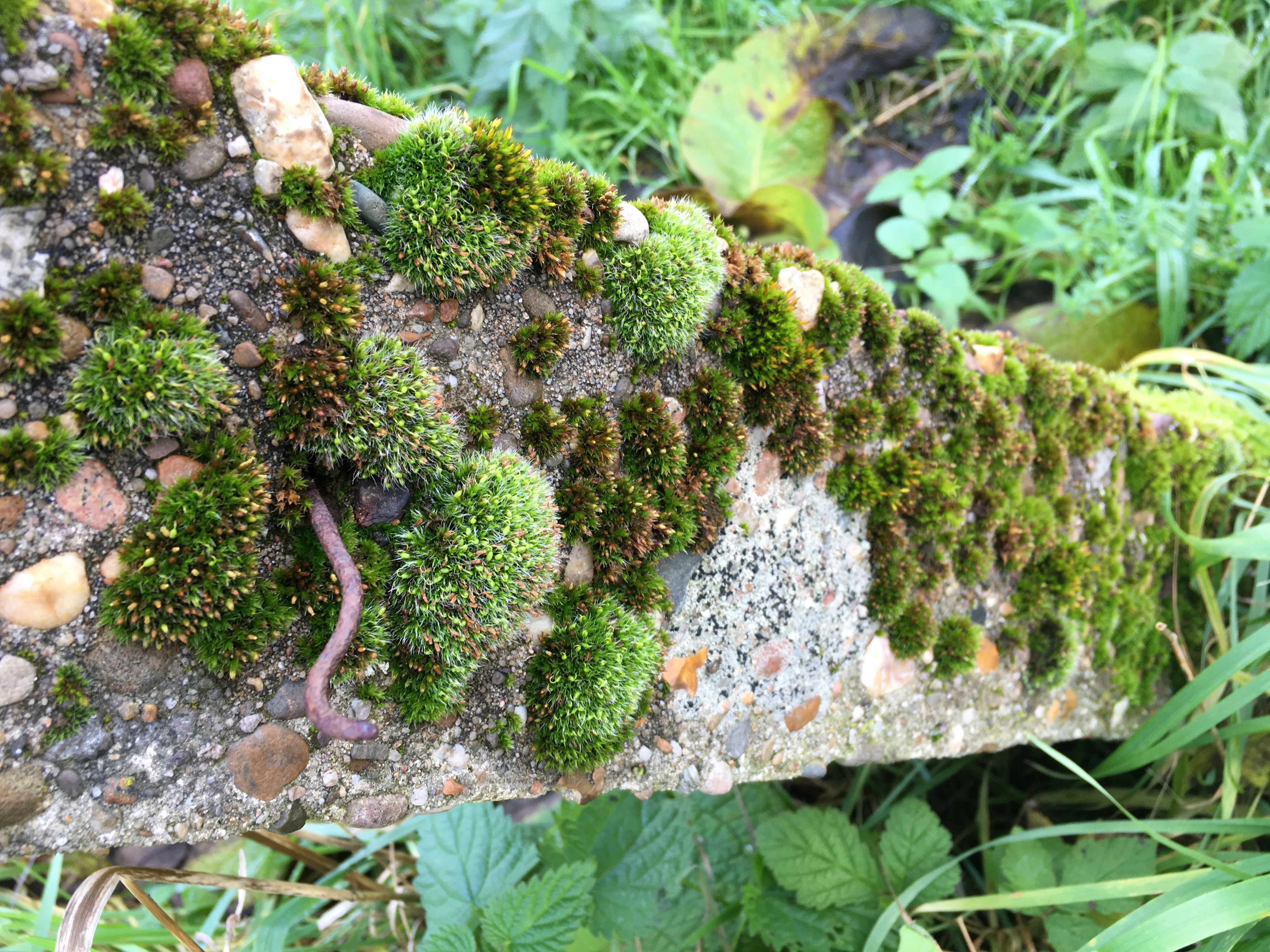
De associatie op een oude weilandpaal.
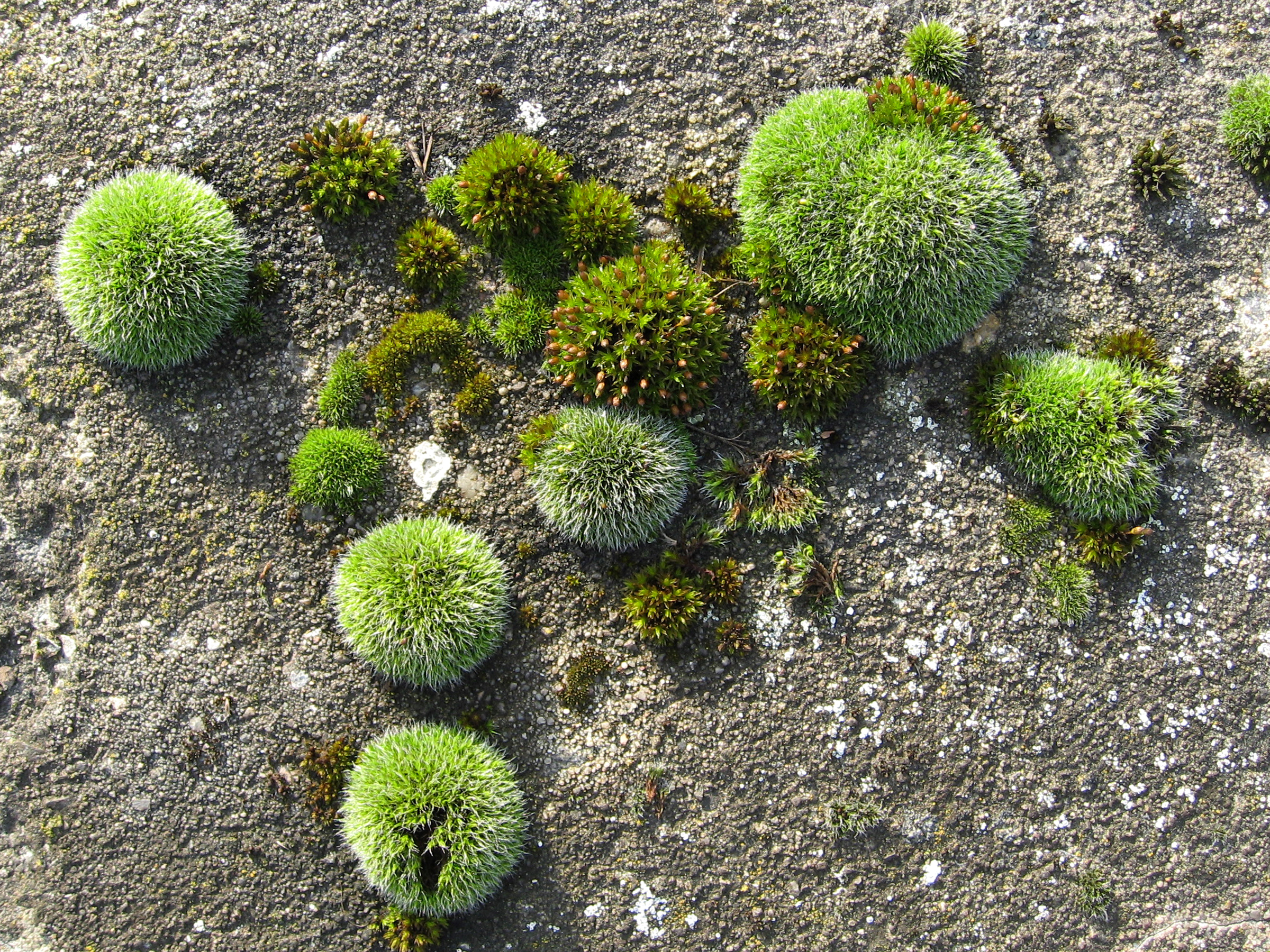
Close-up van de associatie op een grafzerk.
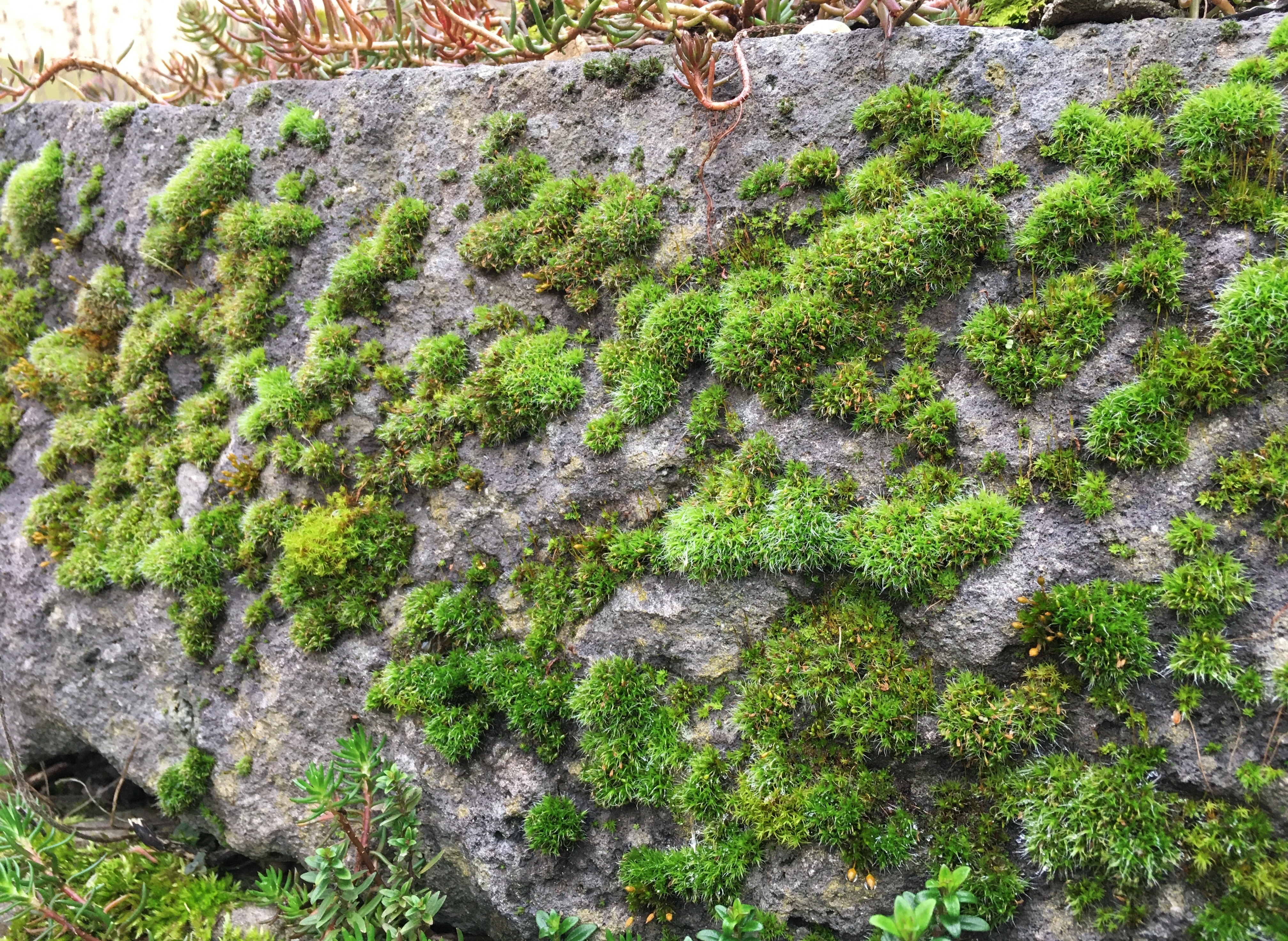
De associatie op een kleine tuinmuur.
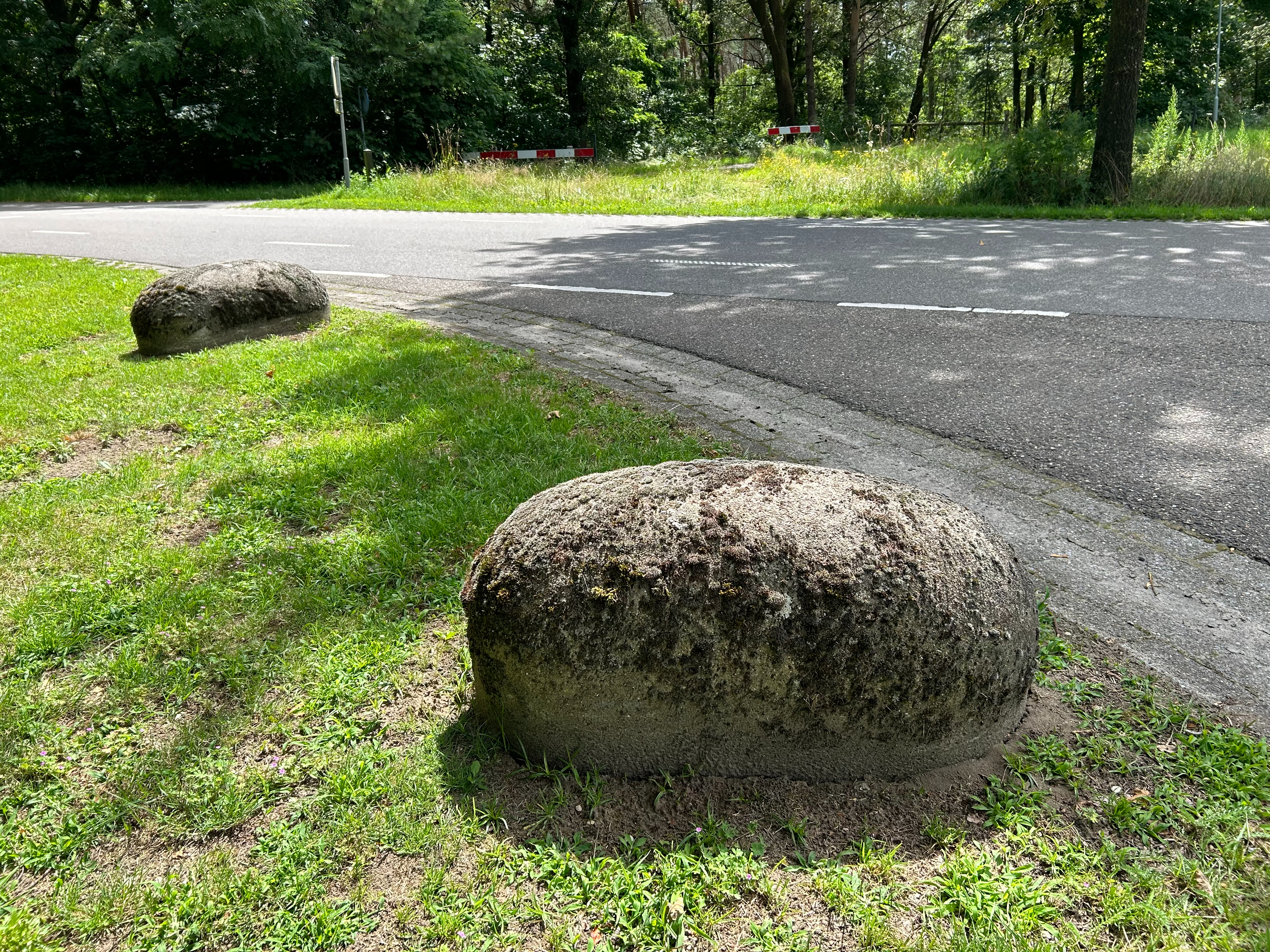
De associatie op jumboblokken.